# کمیته تحریم آی‌اس‌آی‌ال (داعش) و القاعده
کمیته تحریم‌های القاعده (به‌طور رسمی کمیته شورای امنیت بر اساس قطعنامه‌های ۱۲۶7 (1999)، ۱۹۸9 (2011) و ۲۲۵3 (2015) در مورد داعش، القاعده و افراد، گروه‌ها، شرکت‌ها و نهادهای مرتبط) در ۱۵ اکتبر ۱۹۹۹، بر اساس قطعنامه ۱۲۶۷ شورای امنیت سازمان ملل متحد تأسیس شد. در ابتدا با القاعده و طالبان سر و کار داشت، از این رو قبلاً به عنوان کمیته تحریم‌های القاعده و طالبان شناخته می‌شد، در ۱۷ ژوئن ۲۰۱۱ جداسازی صورت گرفت و کمیته جدید تحریم‌های طالبان را ایجاد کرد تا به‌طور جداگانه با طالبان برخورد کند.